# Ebbw Vale North
Ebbw Vale North är en community i Blaenau Gwent i Wales. Den har 4 561 invånare (2011).
Den utgör en del av orten Ebbw Vale.